# Gothic rock
Gothic rock (također zvan goth rock ili goth) je žanr rock glazbe koji potiče iz kasnih 70-tih. Podrijetlom iz pregršta punk rock/post-punk bendova, goth počinje biti definiran kao poseban pokret u ranim 1980-tima. Kao suprotnost post punk bendovima i njihovoj agresivnoj hard-driving glazbi i stilu, glazba ranijih gothic bandova bila je introspektivnija i djelovala je s estetikom i „mračnom“ tematikom književnih djela ili intelektualnim pokretima kao što su gothic horor, romantizam, egzistencijalna sloboda i nihilizam. Značajni gothic rock bandovi uključuju Bauhaus, Siouxsie and the Banshees, The Cure, The Sisters of Mercy i Fields of the Nephilim.
Uvelike poseban u odnosu na druge žanrove alternativnog rocka 1980-tih, gothic rock je uzrokovao napredak širenja goth supkulture koja uključuje goth klubove, goth modu i goth časopise.

## Prva generacija (c. 1979–c. 1985)
Prva generacija goth bandova nije bila povezana s goth supkulturom. Fanovi goth-utjecaja ili proto-goth punk, post-punk, i New Wave bandovi nisu bili nužno dio goth scene.Tu spadaju Joy Division (album Unknown Pleasures iz 1979.) i Siouxsie And The Bansheeskoji su svoju karijeru počeli s punkom. Pošto je goth rock proizašao iz post-punka logično je da i današnji goth rock sastavi imaju ponešto post-punka u sebi. Prva goth pjesma je "Bela Lugosi's Dead" britanske grupe Bauhaus koja je i započela subkulturu. Joy Division i The Cure (u ranijoj fazi) su u stvari bile post-punk grupe koje su s pojavom Bauhausa ubacile i neku mračniju crtu u svoju glazbu. Kasnije se pojavio i Andrew Eldritch sa svojom grupom Sisters of Mercy koju su mnogi svrstali u goth iako je Eldritch sam rekao da nema veze s tim. Od tada se gothic rock glazba počela širiti cijelim svijetom, a svoje zlatno doba postiže u osamdesetim godinama XX. stoljeća.

## Vanjske poveznice
- All Music Guide entry for Gothic Rock
- Rockdetector global Gothic Rock listing